# Душоти
Душоти (пол. Duszoty) — село в Польщі, у гміні Бжузе Рипінського повіту Куявсько-Поморського воєводства.
У 1975-1998 роках село належало до Влоцлавського воєводства.